# ديفيد غراهام (لاعب كريكت)
ديفيد غراهام (13 مارس 1922 - )  (بالإنجليزية: David Graham)‏ هو لاعب كريكت بريطاني.